# Aviární encefalomyelitida
Aviární encefalomyelitida (AE) je vysoce nakažlivé virové onemocnění nervového a trávicího systému převážně kura domácího, charakterizované u mladých kuřat poruchou hybnosti (ataxie), třesem (tremor), úplným ochrnutím (paralýza) a vysokou mortalitou; u dospívající a pohlavně dospělé drůbeže probíhá infekce bez příznaků nebo s dočasným poklesem snášky u nosnic a sníženou líhnivostí násadových vajec. Původcem onemocnění je Tremovirus z čeledě Picornaviridae.
Onemocnění bylo poprvé pozorováno v USA v komerčním chovu 2týdenních kuřat roce 1930 a u krůt v roce 1968. AE se rychle rozšířila exportovanou drůbeží a násadovými vejci z USA prakticky do celého světa. Nyní se vyskytuje ve všech zemích, kde se drůbež chová na komerční bázi. Výskyt (incidence) nemoci je poměrně nízký, i když všechny rozmnožovací chovy nejsou vakcinovány a infikují se přirozeným způsobem. Vertikální přenos (přenos vejcem) viru od infikovaných nosnic vede k infekci a onemocnění jejich potomstva. V Československu byla AE poprvé zaznamenána v roce 1971.
Ekonomická závažnost AE spočívá v přímých ztrátách úhynem mladých kuřat, v nerentabilnosti dalšího chovu rekonvalescentní drůbeže, v krátkodobě snížené produkci a líhnivosti násadových vajec a v nákladech na vakcinaci. Podle zákona o veterinární péči č. 166/1999 Sb. je AE považována za nebezpečnou nákazu.

## Etiologie (příčina nemoci)

### Charakterizace viru
Velikost viru AE se pohybuje v rozmezí 16–30 nm. Virus je rezistentní k éteru, chloroformu, kyselinám, trypsinu, pepsinu a DNase a proti účinkům tepla je chráněn divalentními ionty hořčíku. Hustotní gradient v CsCl je 1,31–1,33 g/ml a sedimentační konstanta je 148 S. Na základě těchto vlastností byl původce AE klasifikován jako enterovirus z čeledě Picornaviridae. V současné době je původce AE zařazován do rodu Tremovirus ve stejné čeledi V prostředí je virus relativně odolný k působení fyzikálních a chemických činitelů. Při 20 °C se inaktivuje za 21 dní, při teplotě 37 °C za 12 dní. Při 56 °C je inaktivován za 6 hodin. V tkáni mozku zůstává infekční při 4 °C minimálně 88 dní, ve zmrzlém stavu si uchovává infekčnost až 20 let.
Mezi terénními izoláty viru AE (AEV) nebyly zatím zjištěny žádné antigenní rozdíly; pravděpodobně existuje pouze jeden sérotyp. Existují ale rozdíly mezi izoláty a kmeny viru adaptovanými na kuřecí embrya. Rozlišují se proto 2 patotypy viru – enterotropní terénní izoláty a neurotropní laboratorní kmeny viru.
Terénní izoláty. Patogenita terénních kmenů viru značně kolísá. Všechny jsou enterotropní (mající afinitu ke střevu), snadno infikují mladá kuřata orální cestou a vylučují se trusem. Některé z nich ale mohou být i neurotropní (mající afinitu k nervové tkáni) a poškozovat CNS a vyvolávat u kuřat klinické příznaky. Terénní izoláty jsou obvykle nepatogenní pro kuřecí embrya, teprve opakovaným pasážováním se adaptují.
Kmeny viru adaptované na embryo. Nejznámější je laboratorní van Roekelův kmen, který je vysoce neurotropní a po parenterální (mimo střevní) aplikaci způsobuje u kura klinické onemocnění bez ohledu na věk. Není ale schopen infikovat kuřata orální (ústní) cestou a mezi drůbeží se kontaktem nešíří. Je vysoce patogenní (choroboplodný) pro vnímavá kuřecí embrya, u kterých způsobuje svalovou atrofii a nepohyblivost. Embrya jsou živá, vykazují srdeční tep, ale činnost svalstva je kompletně inhibována. Virus je detekovatelný v mozku inokulovaných embryí za 3–4 dny PI a vrcholových titrů dosahuje za 6–9 dní PI. Histopatologické změny embryí jsou uniformní svým charakterem, ale variabilní intenzitou a lokalizaci. Nervové léze jsou mikroskopicky charakterizovány těžkými lokálními edémy, gliózou, vaskulární proliferací a pyknózou jader nervových buněk. Svalové změny představují eozinofilní zduření, nekrózu, fragmentaci a ztrátu žíhání postižených svalových vláken, s ojediněle se vyskytující proliferací sarkolemy a heterofilní infiltrací.

### Laboratorní systémy
K pomnožení viru se používají různé systémy – kuřata a kuřecí embrya z neimunních chovů, buněčné kultury připravené z buněk neuroglie, kuřecích embryonálních ledvin, kuřecích embryonálních fibroblastů, buněk mozku nebo pankreatu kuřecích embryí. Nejčastěji se používají kuřecí embrya inokulovaná do žloutkového vaku nebo do alantoidní dutiny.

## Epizootologie (vznik a šíření nemoci)

### Přirozený a experimentální hostitel
Hostitelský rozsah viru AE je poměrně malý – přirozeně se vyskytující onemocnění je známo pouze u mladých kuřat, krůťat, bažantů, koroptví, japonských křepelek a tetřevovitých ptáků. K experimentální infekci jsou vnímavá kachňata, holoubata, koroptve a perličky. Myši, morčata, králíci i opice jsou refrakterní (nereagující) k intracerebrální (do mozku) infekci. Přirozená infekce nebyla sérologicky prokázána u pěnkav, vrabců, špačků, holubů, kavek, havranů, hrdliček a divokých kachen.

### Přenos
V přirozených podmínkách představuje AE enterální infekci šířenou horizontální (kontaktem) cestou. Virus je infikovanými ptáky vylučován trusem po několik dní, a protože je velmi odolný ve vnějším prostředí, zůstává trus infekční po dlouhou dobu. Doba vylučování viru trusem závisí částečně na věku, ve kterém byla drůbež infikována. Velmi mladá kuřata mohou vylučovat virus více než dva týdny, zatímco kuřata infikovaná po 3. týdnu věku vylučují virus asi jen 5 dní. Infikovaná podestýlka je proto významným zdrojem infekce, která tak může být rozšiřována ošetřovateli na botách, oděvem nebo pracovními pomůckami do dalších hal na farmě. Infekce zavlečená do chovu se rychle šíří. Farmy s drůbeží stejného věku jsou méně ohroženy než farmy s drůbeží různých věkových kategorií. Virus se šíří pomaleji v chovech s klecovou technologií v porovnání s chovy na podestýlce.
Neméně důležitý je vertikální přenos infekce (vejcem) v populaci rozmnožovacích chovů drůbeže. Jestliže je vnímavé hejno infikováno po dosažení pohlavní dospělosti, vylučují nosnice virus do vajec za 5–13 dní po infekci (PI), při současném snížení snášky i líhnivosti. Transovariálně infikovaná a vylíhnutá kuřata mohou onemocnět již v prvním týdnu života, zatímco kuřata líhnutá z NV snesených před a po poklesu snášky jsou normální. Ta se ale mohou nakazit přímo v líhni od líhnutých infikovaných kuřat a onemocnět po 2. týdnu života.
Přímý průkaz existence virusonosičství zatím nebyl prokázán.

### Patogeneze
U mladých kuřat orálně infikovaných terénními kmeny AEV je primárně infikován střevní trakt, zejména duodenum. Při následné virémií dochází k infekci viscerálních orgánů (pankreas, játra, srdce, ledviny, slezina), svaloviny a CNS. V CNS se virový antigen nachází zejména v mozečku (molekulární vrstva a Purkyňovy buňky).
Velmi důležitým faktorem pro rozvoj nemoci je věk. Kuřata infikovaná v 1. dnu věku obvykle uhynou, zatímco kuřata infikovaná po 8. dnu věku vykazují mírnější klinické příznaky a mohou se uzdravit. Přibližně od 3.–4. týdne věku nastupuje tzv. věková rezistence k onemocnění. Podstatou věkové rezistence k onemocnění je imunita. Imunologická vyzrálost dospělé drůbeže zabraňuje rozšíření infekce až do CNS.

## Symptomatologie (projevy nemoci)
Inkubační doba po vertikální infekci je 1–7 dní, po kontaktní nebo experimentální orální infekci minimálně 9–11 dní.

### Klinika
Nervové příznaky onemocnění se mohou objevit již po vylíhnutí (transovariální infekce); častější je však výskyt u 1–2týdenních kuřat (kontaktní infekce v líhních nebo krátce po vylíhnutí).
Morbidita (nemocnost) a mortalita v hejnu závisejí na původu kuřat (zda pocházejí z imunního nebo vnímavého hejna nosnic) a věku kuřat při infekci (u mladších kuřat je průběh nemoci těžší a ztráty vyšší). Mortalita se v průměru pohybuje kolem 25 %, ale může přesahovat i 50 %. U nosnic se AE projevuje pouze krátkodobým poklesem snášky (asi o 5–30 %) a zhoršenou líhnivostí násadových vajec. U krůt probíhá AE stejně jako u kura, obvykle je ale průběh lehčí a ztráty menší.
Postižená kuřata jsou otupělá, trpí progresivní ataxií (porucha hybnosti) a nekoordinovanou činností kosterního svalstva. Posedávají, tiše naříkají a nerada se pohybují. Chuť k přijímání krmiva mají zachovanou, ale ke krmítkům ani napáječkám se nedostanou. Mohou mít průjem a zalepenou kloaku. Při vynuceném pohybu se potácejí, padají na bok nebo na záda, případně se pohybují po hleznových kloubech. Při uchopení kuřat do dlaně se někdy zjistí jemný tremor (třes) hlavy, krku a celého těla, který pro nízkou amplitudu a vysokou frekvenci je okem nepostřehnutelný. Ataxie postupně přechází v parézu až paralýzu a kuřata hynou vysílením a dehydratací nebo jsou ušlapána ostatními kuřaty. Část klinicky nemocných kuřat se uzdraví bez následků, u jiných mohou přetrvávat dále mírné pohybové poruchy (atrofie svalstva) včetně zaostávání v růstu. U některých kuřat dochází k šedomodrému zákalu oční čočky (katarakta) různého stupně, který postihuje jedno nebo obě oči a může vést až k oslepnutí.
U dospívající a pohlavně dospělé drůbeže se nervové příznaky neobjevují (věková rezistence k onemocnění). Mimo krátkodobého poklesu snášky a zhoršené líhnivosti násadových vajec se ojediněle pozorují stejné změny na očích jako u rekonvalescentních kuřat. Někdy je možné průběh AE u nosnic i přehlédnout, takže jediným příznakem nemoci je výskyt AE u jejich potomstva. V hejnu nosnic se infekce prokazuje sérologicky.
Pokles snášky je poměrně rychlý – během 3–6 dnů dosahuje maxima, na kterém setrvává asi jeden den a postupně se za 11–13 dnů vrací k normální snáškové křivce. Období vylučování viru nosnicemi do vajec je v úzké korelaci s poklesem snášky a líhnivosti.

### Patologie
U postižených kuřat se makroskopicky ojediněle zjišťují bělavé okrsky, představované masou infiltrujících lymfocytů, ve svalovině proventrikulu a drobné krváceniny na mozečku. Jiné nálezy obvykle nejsou.
Mikroskopické změny se nalézají v mozku, míše a v některých viscerálních orgánech. Periferní nervy nejsou postiženy, což má diagnostický význam. Existuje úzká korelace mezi klinickými příznaky a histopatologickými změnami.
Změny v CNS mají v neuronech regresivní a v cévách a podpůrných tkáních proliferativní charakter. Jsou představovány diseminovanou nehnisavou encefalomyelitidou, pro kterou je typický zánět ganglií dorzálních rohů míšních, degenerace neuronů, difuzní nebo lokální proliferace glie (glióza) a perivaskulární lymfocytární infiltrace. Charakteristickou lézí je centrální chromatolýza neuronů (axonální reakce) v jádrech mozkového kmene, zejména v prodloužené míše. Centrální chromatolýza se nikdy nevyskytuje bez buněčné reakce. Změny v dorzálních míšních gangliích jsou tvořeny hustými agregáty malých lymfocytů a jsou omezeny pouze na ganglia, nikdy nepřesahují do nervů. Ve svalové vrstvě proventrikulu, žaludku a v pankreatu dochází k hyperplazii a zvýšení počtu germinativních lymfocytárních ložisek.

### Imunita
Infikovaná nebo aktivně imunizovaná (vakcinovaná) drůbež produkuje imunodifuzní protilátky prokazatelné za 4–10 dní PI a neutralizační protilátky za 11–14 dní PI. Protilátky přetrvávají na detekovatelné úrovni nejméně několik měsíců, zpravidla celoživotně. Jejich hladina v séru nosnic však není konstantní, kolísá v rámci hejna i u jednotlivých nosnic. I v imunních hejnech mohou být nosnice bez protilátek (zejména mladé slepice). Mezi obsahem protilátek v séru nosnic, ve žloutku NV a v séru kuřat líhnutých z těchto vajec existuje úzká korelace.
Kuřecí embrya pocházející od imunních nosnic jsou rezistentní k infekci virem AE do žloutkového vaku, čehož se využívá v testu vnímavosti kuřecích embryí. Rovněž potomstvo těchto nosnic je méně vnímavé k orální infekci do 8.–10. dne věku. Mateřské protilátky jsou detekovatelné v séru kuřat až do stáří 4–6 týdnů. Obsah protilátek ve vejcích není konstantní, kolísá i ve vejcích od stejné slepice. Pasivní protilátky zabraňují vývoji klinické nemoci u kuřat a redukují množství i dobu vylučování AEV trusem. Po vymizení pasivních protilátek se kuřata stávají plně vnímavými k infekci. V hejnech s poměrně nízkou imunitou se mohou vyskytovat vejce jak imunní, tak vejce vnímavá s nízkým nebo žádným obsahem protilátek.

## Diagnostika
Nervové příznaky u mladých kuřat nebo krůťat, nepřítomnost patologicko-anatomických změn a lokalizace i charakter histopatologických nálezů v CNS a viscerálních orgánech umožňují stanovit diagnózu AE. Lze ji potvrdit izolací viru (nejlépe z mozku klinicky postižených kuřat) ve vnímavých kuřecích embryích inokulací do žloutkového vaku (nepohyblivost embryí, zakrslost, svalová atrofie), intracerebrální inokulací jednodenních kuřat nebo průkazem virového antigenu ve tkáních nemocných kuřat pomocí imunofluorescence či imunodifuze. Primoizolace viru na buněčných kulturách nemá praktický význam, protože CPE není obvykle pozorován.
Identifikace izolovaného viru nebo retrospektivní diagnóza infekce u nosnic či kontrola stavu postvakcinační imunity se provádí sérologickými testy. Pro detekci humorální imunity u AE se používají zejména neutralizační test, imunofluorescenční test, imunodifuze, test vnímavosti kuřecích embryí a ELISA.
Diferenciální diagnostika. V terénních případech výskytu AE je nutné odlišit Newcastleskou nemoc, nutriční poruchy (rachitida, encefalomalacie, nedostatek riboflavinu), Markovu nemoc, případně intoxikace doprovázené poruchami nervového a pohybového aparátu.
Newcastleská nemoc (ND) se může vyskytovat u kuřat stejného věku jako při AE. Pro AE je typická centrální chromatolýza neuronů na rozdíl od periferní chromatolýzy u ND, glióza v n. rotundus a n. ovoidales, která není pozorována u ND, lymfatické folikuly ve svalové stěně proventrikulu a v pankreatu. ND vzácně způsobuje intersticiální pankreatitidu. Při AE převládá proliferace glie oproti změnám na cévách, kdežto u ND je to opačně. Navíc mohou být u ND i příznaky respirační a gastrointestinální, včetně izolace paramyxoviru či sérologického odlišení pomocí hemaglutinačně inhibičního testu.
Encefalomalacie se zpravidla vyskytuje u kuřat o 2–3 týdny starších než při AE. Histopatologicky se zjišťují výrazné degenerativní a nekrotické změny, doprovázené krváceninami a edémem. Markova nemoc se objevuje obvykle u kuřat starších, navíc se zde mohou vyskytovat lymfoidní nádory a dochází k postižení periferních nervů. Hypovitaminózu B lze upravit aplikací vysokých dávek vitamínů komplexu B. Při rachitidě jsou deformace kostí a onemocnění nemá infekční charakter.

## Terapie a prevence
Účinná terapie kuřat postižených AE neexistuje. Prevence spočívá v izolaci chovů a dodržování veterinárně hygienických požadavků na ochranu hejn před zavlečením nákaz a jejich šíření. Vzhledem k epizootologii nemoci a všeobecnému rozšíření viru AE v populaci drůbeže je žádoucí líhnout kuřata (krůťata) jen z imunních hejn, která jsou tak chráněna před kontaktní infekcí během kritických prvních 2–3 týdnů života. Toho se dosáhne vakcinací rozmnožovacích chovů před dosažením pohlavní dospělosti. Současně se tím zabraňuje šíření infekce vertikální cestou.
K vakcinaci se používají živé, někdy i inaktivované vakcíny. Živé vakcíny obsahují plně virulentní virus, zpravidla kmen 1143. Je to mírně virulentní terénní kmen, který se udržuje nízkými pasážemi na embryích (maximálně 2 pasáže, jinak je adaptován na embrya a ztrácí schopnost vyvolat imunitu po orální aplikaci). Obecně se doporučuje vakcinace chovných hejn v období od 10. týdne věku a nejpozději do 4 týdnů před zahájením snášky. Vakcinační virus se snadno šíří v hejnu podobně jako terénní virus, což umožňuje vakcinovat pouze část zvířat v hejnu, zbytek se infikuje samovolně. Při klecovém odchovu však nutno vakcinovat všechna zvířata. V sousedství vakcinovaného hejna nesmí být umístěna drůbež mladší 6 týdnů, ani vnímavé nosnice, protože vakcinovaná drůbež vylučuje do prostředí trusem asi 14–16 dnů po vakcinaci virulentní vakcinační virus. U krůt se používá stejných vakcín mezi 23. až 28. týdnem věku. V případě nutnosti se mohou nosnice revakcinovat inaktivovanou vakcínou.
Pro výrobu živých vakcín nejsou vhodné kmeny viru adaptované na kuřecí embrya, protože nemají schopnost infikovat hostitele přes střevní trakt a při parenterální aplikaci (metodou dvojího vpichu, wing-web) mohou způsobovat klinické onemocnění. Mrtvé vakcíny jsou většinou inaktivovány propiolaktonem a používají se v chovech, kde je vakcinace živou vakcínou kontraindikována. Imunita po nich trvá 6–9 měsíců.